# Bükkfa-zöldbagoly
A bükkfa-zöldbagoly (Pseudoips prasinana) a rovarok (Insecta) osztályának lepkék (Lepidoptera) rendjébe, ezen belül a pamacsosszövők (Nolidae) családjába tartozó faj.

## Előfordulása
A bükkfa-zöldbagoly előfordulási területe egésze Európa, Skandináviát is beleértve. Ázsia nyugati részén is fellelhető.

## Megjelenése
Szárnyfesztávolsága 32–40 milliméter. Az alapszíne világoszöld, jól kivehető ezüstös mintázattal. A tarkóján nagy zöldes-ezüstös szőrök vannak.

## Életmódja
Az erdők egyik lakója. A zöld hernyó Quercus-, Betula-, Fagus-, Corylus- és Populus-fajokkal táplálkozik. A hernyó szeptember végén bebábozódik és ily módon áttelel. Az imágó késő májustól vagy kora júniustól kezd repülni.